# Конта, Иосиф
Иосиф Конта (рум. Iosif Conta; 14 сентября 1924; Бэрзава, жудец Арад — 8 ноября 2006, Бухарест) — румынский дирижёр.
Учился в консерваториях Арада, Клужа и Тимишоары, но из-за Второй мировой войны и её последствий начал творческую карьеру с опозданием. В 1950—1954 годах учился в Бухарестской консерватории, одновременно с 1952 года работал редактором. По окончании консерватории стажировался в Лондоне у Томаса Бичема. В 1954 году возглавил Национальный оркестр Радио Румынии и руководил им до 1982 года. В дальнейшем сосредоточился на преподавательской деятельности. В конце жизни руководил оркестром турецкого города Измир.
По мнению румынского специалиста Василе Доносе, «блестящая комбинация элегантности и силы» и глубокое проникновение в художественное послание музыки обеспечивало Иосифу Конте возможность удачно соединять стиль и опыт своих великих предшественников — Джордже Джорджеску, Константина Сильвестри и Теодора Рогальского.